# Roche-la-Molière
Roche-la-Molière is een gemeente in het Franse departement Loire (regio Auvergne-Rhône-Alpes). De plaats maakt deel uit van het arrondissement Saint-Étienne. Roche-la-Molière telde op 1 januari 2022 9.853 inwoners.

## Geografie
De oppervlakte van Roche-la-Molière bedroeg op 1 januari 2022 17,44 vierkante kilometer; de bevolkingsdichtheid was toen 565 inwoners per km².

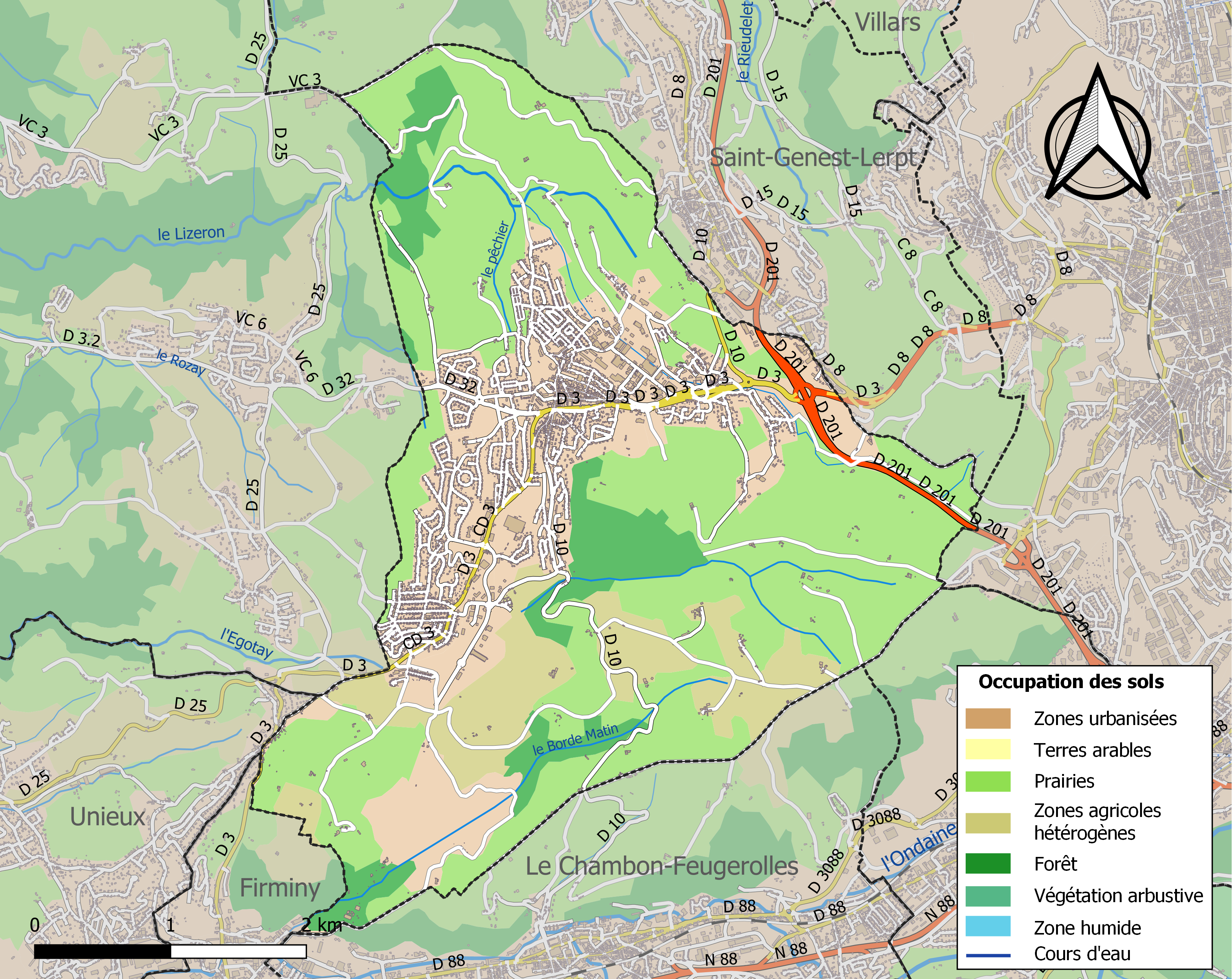
Kaart van de gemeente met de belangrijkste infrastructuur, bodemgebruik en omliggende gemeenten

## Demografie
Onderstaande figuur toont het verloop van het inwonertal (bron: INSEE-tellingen).